# Svrčinovec
Svrčinovec (in ungherese Fenyvesszoros) è un comune della Slovacchia facente parte del distretto di Čadca, nella regione di Žilina.

## Storia
Il villaggio fu citato per la prima volta in un documento storico nel 1658.
Nel novembre 1938 il villaggio fu annesso dall'esercito polacco, in seguito all'annessione della regione della Trans-Olza alla Polonia.